# اعترافات قاتل اقتصادي
اعترافات قاتل اقتصادي هو كتاب ألفه الخبير الاقتصادي الأمريكي جون بيركنز، ونُشر في عام 2004، وتُرجم لثلاثين لغة من ضمنها اللغة العربية تحت عنوان «الاغتيال الإقتصادى للأمم» وهو عبارة عن مذكراته الشخصية، الذي يصف فيه وظيفته كـ «قاتل اقتصادي» بحسب وصفه، والتي تُلخّص الأسلوب الجديد للولايات المتحدة الأمريكية في السيطرة على دول العالم الثالث.

## نبذة
كان الكاتب يعمل كبيراً للاقتصاديين في شركة مين الأمريكية. وكانت وظيفته الرسمية «قاتلاً اقتصادياً» (بالإنجليزية: Economic Hit Man)‏. و يُعرِّف الكاتب القتلة الاقتصاديين بأنهم: «رجال محترفون يتقاضون أجراً عالياً لخداع دول العالم بابتزاز ترليونات الدولارات. وهم بهذا يحوِّلون الأموالَ من البنك الدولي، ومن الوكالة الأمريكية للتنمية الدولية (بالإنجليزية: USAID)‏، ومن منظمات (مساعداتٍ) أجنبية أخرى، لتصبَّ أخيراً في خزائن الشركات الضخمة وجيوب قلةٍ من الأسر الغنية التي تتحكم بموارد الأرض الطبيعية. وسبيلهم إلى ذلك تقاريرُ مالية محتالة، وانتخاباتٌ مُزوَّرة، ورشاوى، وابتزاز، وغواية جنس، وجرائم قتل. إنهم يمارسون لعبةً قديمةً قِدَمَ الإمبراطوريات، ولكنها لعبةٌ اتخذت في هذا الزمن العولمي أبعاداً جديدة رهيبة.»
يحدد «بيركنز» دوره-مثل أقرانه من صفوة الخبراء في الشركات الاستشارية الأمريكية الكبرى- في استخدام المنظمات المالية الدولية لخلق ظروف تؤدي إلى خضوع الدول النامية لهيمنة النخبة الأمريكية التي تدير الحكومة والشركات والبنوك، فالخبير يقوم بإعداد الدراسات التي بناء عليها توافق المنظمات المالية على تقديم قروض للدول النامية المستهدفة، بغرض تطوير البنية الاساسية وبناء محطات توليد الكهرباء والطرق والموانئ والمطارات والمدن الصناعية، بشرط قيام المكاتب الهندسية وشركات المقاولات الأمريكية بتنفيذ هذه المشروعات. والاموال بهذه الطريقة لا تغادر الولايات المتحدة، حيث تتحول ببساطة من حساب بنوك واشنطن إلى حسابات شركات في نيويورك أو هيوستن أو سان فرانسيسكو، ورغم أن هذه الاموال تعود بشكل فوري إلى أعضاء في الكوربورقراطية (حكم منظومة الشركات الكبرى)، فإنه يبقى على الدولة المتلقية سداد أصل القرض والفوائد.
وقد إعترف «بيركنز» بأن مقياس نجاح الخبير يتناسب طرديا مع حجم القرض، بحيث يجبر المدين على التعثر بعد بضع سنوات، وعندئد تفرض شروط الدائن التي تتنوع مثل الموافقة على التصويت في الامم المتحدة أو السيطرة على موارد معينة في البلد المدين، أو قبول تواجد عسكري به، وتبقى الدول النامية بعد ذلك كله..مدينة بالأموال، ولكن في ظل الهرم الرأسمالي التي تشكل أمريكا قمته حسب التلقين الذي يتلقاه الخبراء باعتباره واجبا وطنيا ومقدسا على حد قول «بيركنز».